# Acanthosyris asipapote
Acanthosyris asipapote, el asipaote, o sipapote, es una especie botánica de planta con flor en la familia de las Santalaceae. 
Es endémica de Bolivia, en la región cruceña hasta los 1000 m s. n. m. Está amenazado por pérdida de hábitat. Fue descrita en 1997 por el botánico Michael Nee. Lo asombroso es que la colecta del espécimen se hizo en plena ciudad en el Barrio Monte Verde: 4.º Anillo y calle Ibérica
Es un árbol caducifolio, glabro, que alcanza los 24 m de altura, y tronco de hasta 7 dm de diámetro, corteza grisácea, verticalmente fisurada. Follaje verde intenso, hojas ovales de 60-90 x 32-52 mm. Inflorescencia apical, triflora, 5-tépalos, 5-estambres. Fruto drupa globoso ovoide, 64 x 55 mm, exocarpio leñoso, granuloso, mesocarpio pulposo. Semillas 2-2,5 cm de diámetro. 

## Taxonomía
Acanthosyris asipapote fue descrita por Michael Nee y publicado en Brittonia 48(4): 574–578, f. 1. 1996[1997].